# Ciagel
Ciagel is een bestuurslaag in het regentschap Serang van de provincie Banten, Indonesië. Ciagel telt 7156 inwoners (volkstelling 2010).